# Relaciones México-Santa Lucía
Los Estados Unidos Mexicanos y Santa Lucía establecieron relaciones diplomáticas en 1979. Ambas naciones son miembros de la Asociación de Estados del Caribe, Comunidad de Estados Latinoamericanos y Caribeños, Naciones Unidas y la Organización de los Estados Americanos.

## Historia
México y Santa Lucía establecieron relaciones diplomáticas el 17 de mayo de 1979. Las relaciones entre ambas naciones normalmente han tenido lugar en foros multilaterales. En 1981, Santa Lucía se convirtió la sede de la Organización de Estados del Caribe Oriental (OECS). En 2005, México abrió una embajada residente en Castries que está acreditada ante la OECS y otras naciones del Caribe oriental.
En noviembre de 2010, el primer ministro de Santa Lucía, Stephenson King, realizó una visita a México para asistir a la Conferencia de las Naciones Unidas sobre el Cambio Climático de 2010 celebrada en Cancún. En 2013, Santa Lucía sufrió bastante daños por el Huracán Chantal. En febrero de 2014, el Secretario de Relaciones Exteriores de México, José Antonio Meade, realizó una visita a Santa Lucía. Durante la visita, México donó US$500,000 dólares para el esfuerzo de reconstrucción del país. Además, México se comprometió a reconstruir el Hospital St. Jude en Castries. En noviembre de 2016, la Subsecretaria de Relaciones Exteriores de México, Socorro Flores Liera, realizó una visita a Santa Lucía para inaugurar el Hospital St. Jude's en Castries.
En octubre de 2017, el primer ministro de Santa Lucía Allen Chastanet realizó una visita oficial a la Ciudad de México. Mientras estaba en México, el primer ministro Chastanet se reunió con el presidente mexicano Enrique Peña Nieto y ambos líderes discutieron posibles programas de cooperación bilaterales, con un enfoque en los campos técnicos, científicos, educativos y de infraestructura, así como en temas como el cambio climático, facilitación comercial y gestión integral de riesgos. En marzo de 2018, el Secretario de Relaciones Exteriores de México, Luis Videgaray Caso, realizó una visita a Santa Lucía y se reunió con el primer ministro Chastanet. Durante la visita, el Secretario Videgaray y el primer ministro Chastanet participaron en la ceremonia de entrega de la Fase Uno del Sistema de Tratamiento de Agua en el Dennery North del país, para lo cual México proporcionó $13.5 millones de dólares del Caribe Oriental, a través del Fondo de Infraestructura para los países de Mesoamérica y el Caribe (Fondo de Yucatán).
En 2021, el primer ministro de Santa Lucía Philip J. Pierre realizó una visita a la Ciudad de México para asistir a la Comunidad de Estados Latinoamericanos y Caribeños. En 2024, ambas naciones celebraron 45 años de relaciones diplomáticas. En octubre de 2024, el Primer ministro Pierre viajó a México para asistir a la toma de posesión de la presidenta Claudia Sheinbaum.

## Visitas de alto nivel

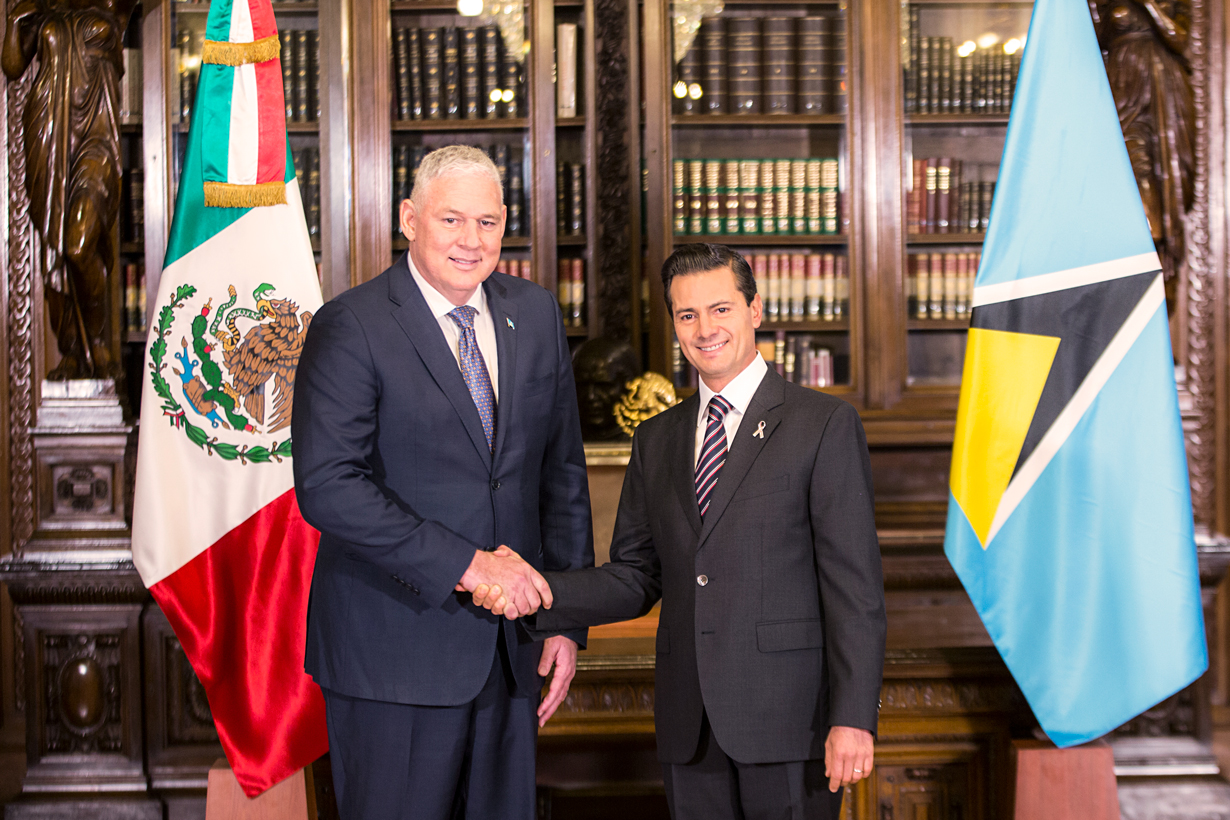
El primer ministro de Santa Lucía, Allen Chastanet, en visita oficial a México junto con el presidente mexicano Enrique Peña Nieto; octubre de 2017.

Visitas de alto nivel de México a Santa Lucía
- Secretario de Relaciones Exteriores José Antonio Meade (2014)
- Subsecretaria de Relaciones Exteriores Socorro Flores Liera (2016)
- Secretario de Relaciones Exteriores Luis Videgaray Caso (2018)

Visitas de alto nivel de Santa Lucía a México
- Primer ministro Stephenson King (2010)
- Primer ministro Allen Chastanet (2017)
- Primer ministro Philip J. Pierre (2021, 2024)

## Acuerdos bilaterales
Ambas naciones han firmado algunos acuerdos bilaterales como un Acuerdo para el Intercambio de Información en Materia Tributaria (2013); Acuerdo de Cooperación en los Campos de la Educación, la Cultura, la Juventud, la Cultura Física y el Deporte (2014) y un Acuerdo de Cooperación Técnica y Científica (2014). Cada año, el gobierno mexicano ofrece becas para ciudadanos de Santa Lucía para estudiar estudios de posgrado en instituciones mexicanas de educación superior.

## Comercio
En 2023, el comercio entre México y Santa Lucía ascendió a $4.2 millones de dólares. Las principales exportaciones de México a Santa Lucía incluyen: vehículos de motor, aparatos electrónicos domésticos, refrigeradores, estufas, parrillas y cocinas; alcohol, productos químicos y prendas de vestir. Las principales exportaciones de Santa Lucía a México incluyen: partes y accesorios de máquinas herramienta, instrumentos y aparatos para regular y controlar flujos, ceras vegetales, cintas transportadoras y tornillos y pernos.

## Misiones diplomáticas residentes
- México tiene una embajada en Castries.[10]
- Santa Lucía está acreditado a México a través de su embajada en Washington D. C., Estados Unidos.[11]